# 벨파스트 (영화)
《벨파스트》(Belfast)는 2021년 개봉한 영국, 아일랜드의 성장 드라마 영화이다. 케네스 브래나가 감독과 각본을 맡았다. 2021 토론토 영화제 관객상 수상작이다.

## 줄거리
'벨파스트'는 북아일랜드 벨파스트에서 일어나는 '트러블스' 시절을 배경으로, 9살 소년 버디가 살아가는 이야기를 그린 영화이다. 버디의 아버지는 영국에서 일하고 있고, 어머니와 형제자매 그리고 조부모님들과 함께 벨파스트에서 힘든 시간을 보내고 있다.
1969년 8월, 종교 갈등이 심화되면서 가족 주변의 분위기는 점점 악화된다. 버디는 친구인 캐서린에게 호감을 느끼지만, 양쪽 집안의 신념 때문에 그들의 관계는 어려움에 처한다. 아버지는 영국으로 이주를 생각하지만, 어머니와 가족 모두 힘든 결정을 앞두고 있다.
버디는 친구들과 함께 불법 행위에 관여하게 되면서 더욱 위험한 상황에 처해진다. 종교 갈등은 점점 심각해지며, 가족들은 생존을 위해 어려운 선택을 해야 한다. 결국, 버디의 가족은 벨파스트를 떠나 영국으로 이주하게 되는데, 그들의 앞날에 대한 불확실성과 그동안 겪었던 고통이 영화의 마지막 장면까지 오래도록 머무르다.

## 출연
- 주드 힐 - 버디
- 커트리나 밸프 - 엄마
- 제이미 도넌 - 아빠
- 주디 덴치 - 할머니
- 키어런 하인즈 - 할아버지
- 루이스 매캐스키 - 윌
- 콜린 모건 - 빌리 클랜턴
- 라라 맥도널 - 모이라
- 제라드 호런 - 매키
- 드루 딜런 - 캐버노 씨
- 코너 맥닐 - 매클로리
- 털로 콘베리 - 장관
- 제라드 매카시 - 보비 프랭크
- 올리브 테넌트 - 캐서린
- 빅터 앨리 - 군인
- 조시 워커 - 바이올렛 이모
- 버네사 이페디오라 - 루이스
- 존 세션스 - 조지프 토멜티